# Thiago dos Santos Costa
Thiago dos Santos Costa (nacido el 28 de febrero de 1983) es un exfutbolista brasileño que se desempeñaba como defensa.
Jugó para clubes como el Ehime FC.

## Trayectoria

### Clubes
| Club     | País  | Año  |
| -------- | ----- | ---- |
| Ehime FC | Japón | 2009 |

## Estadística de carrera

### J. League
| Club     | Año   | J. League | J. League | Copa J. League | Copa J. League | Total | Total |
| Club     | Año   | Part.     | Goles     | Part.          | Goles          | Part. | Goles |
| -------- | ----- | --------- | --------- | -------------- | -------------- | ----- | ----- |
| Ehime FC | 2009  | 13        | 0         | -              | -              | 13    | 0     |
| Total    | Total | 13        | 0         | 0              | 0              | 13    | 0     |